# 普通電鰩
普通電鰩（學名：Torpedo torpedo），又稱電鱝，為軟骨魚綱電鰩目電鰩科電鰩屬的一種，被IUCN列為易危保育類動物，分布於地中海和從比斯開灣到安哥拉的東大西洋海域，是一種底棲魚類，通常在相當沿海沙泥底質水域，深度2至400公尺。

## 特徵
本魚胸鰭盤形狀幾乎呈圓形，寬度約為長度的1.3-1.4倍，前緣幾乎是直線的。頭部兩側的皮膚下方可以看到兩個巨大的腎形電動器官，眼睛很小，後面有大小相當的氣孔，氣孔的側緣和後緣具有小而低的突起，隨著年齡的增長，其尺寸逐漸減小，對於較大的個體來說可能難以辨認。氣孔後面的「頸背」上，有一對突出的黏液孔，鼻孔之間有一塊寬闊的四角形皮瓣，幾乎到達嘴巴。牙齒較小，呈密集的梅花形排列，每顆牙齒都有一個鋒利的牙尖，上顎和下顎分別有大約22-24和20-22列牙齒，五對鰓縫位於圓盤的下側。腹鰭與椎間盤不同，具有圓形外緣。短而粗的尾巴兩側有皮膚褶皺，頂部有兩個背鰭。第一背鰭比第二背鰭稍大，尾鰭呈三角形，皮膚光滑柔軟，背部顏色為鐵鏽橙色至紅棕色，圓盤上有獨特的大斑點，每個斑點都是藍色，周圍有較深和較淺的環，通常有五個，對稱排列成一排，每排三個，另一排兩個，體長至60公分。

## 生態及利用
本魚棲息在沙泥底質水域，為了攻擊和防禦，本魚可以產生高達200伏特的強烈電擊，是一種獨居的夜間伏擊掠食者，主要以硬骨魚和甲殼類動物為食，本種是無胎盤胎生，發育中的胚胎由母親產生的卵黃和組織營養物質滋養。經過4-8個月的妊娠期後，雌魚每年在夏末或秋季產下多達28尾幼魚，不同地理區域情況各不相同，其發電特性使其被古希臘人和羅馬人用於醫學。在現代，它沒有經濟價值，大部分在漁業中作為副漁獲物被丟棄。

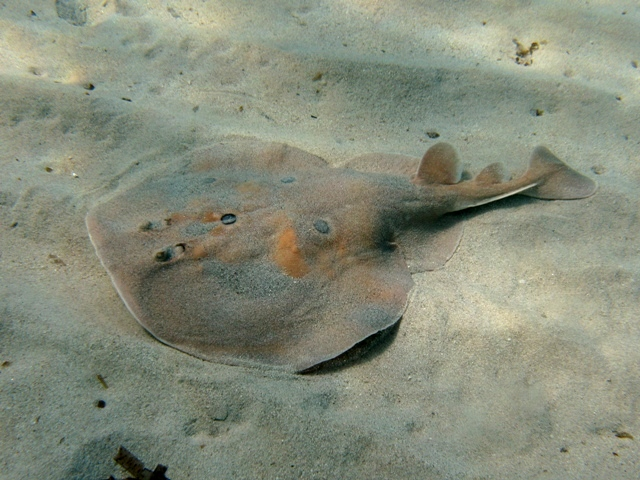
普通電鰩是一種埋伏在海底等待獵物的掠食者